# Mathilde Lamolle
Pour les articles homonymes, voir Lamolle.
Mathilde Lamolle, née le 7 avril 1997 à Aubagne, est une tireuse sportive française.

## Carrière
Elle est sacrée championne du monde junior en pistolet à 25 mètres en 2014 et championne d'Europe junior en 2016. Elle est sélectionnée pour participer aux Jeux olympiques d'été de 2016.
Elle est éliminée lors des qualifications au pistolet à 25 m et termine 39e.
Lors des Championnats d'Europe de tir 2019 à Bologne, elle remporte la médaille de bronze au pistolet à 25 m derrière l'Allemande Monika Karsch et la Hongroise Veronika Major.
Elle est médaillée d'or au pistolet à 25 m aux Championnats d'Europe de tir 2021 à Osijek.
Elle est médaillée d'argent au pistolet à 10 mètres par équipes aux Jeux européens de 2023 à Cracovie.